# Església parroquial de Sant Pere Apòstol (Agost)
L'església parroquial de Sant Pere és la principal parròquia de la població d'Agost, a la comarca de l'Alacantí. Es troba al nucli antic de la població, de construcció exempta i estil barroc.

## Història
Es desconeix amb exactitud les dates de construcció del temple: unes fonts apunten cap a l'any 1584, any de la primera partida de naixement a la vila; d'altres, que les obres van començar el 1610 i van finalitzar el 1649.
En un principi, el conjunt estava format només per la nau principal i un campanar de 36 metres. Al llarg dels segles XVII i XVIII es van dur a terme unes primeres ampliacions, com ara la casa del sacerdot, la capella de la Comunió o la portada. Des d'aleshores s'han realitzat diverses restauracions, entre les quals hi destaquen les fetes els anys 1881 i 1998.

## L'edifici
Per a la construcció de l'església es va usar pedra, que procedia possiblement de la Partida del Negret, al mateix terme municipal d'Agost.
La parròquia consta d'una nau rectangular rematada amb una volta, la qual hi té uns relleus d'escaiola dedicats als quatre evangelistes, un creuer i una ala lateral, la capella de la Comunió, on s'hi troba un retaule de 1671.
Als laterals de la nau es reparteixen fins a vuit capelles dedicades al culte de figures tal com el Cor de Jesús, Santa Cecília, Sant Antoni de Pàdua, Sant Roc o Santa Rita, entre d'altres. Compta amb dues portes, la principal dedicada a la Mare de Déu del Carme i la lateral a Sant Pere.

## Curiositats
A l'exterior de l'església, en un dels contraforts, durant una restauració es va descobrir un rostre esculpit a la pedra, amb unes claus a la mà. El veïnat va atribuir-li la imatge a Sant Pere. Segons la llegenda, quan la construcció de l'església una bruixa va provar d'evitar eixa obra que posaria un lloc sagrat al bell mig d'Agost. Un misteriós home va aparèixer per enfrontar-se a aquesta bruixa i en el transcurs de la lluita, va estampar la seua cara contra el mur de la parròquia.
Els veïns d'Agost van pensar que aquella marca contenia la fetillera, la qual s'alliberaria si es parlava d'ella, de manera que els agostencs van ometre l'incident, i amb els anys, van nomenar Sant Pere com aquella figura que va baixar dels cels a ajudar-los.